# Reggie (album de Redman)
Pour les articles homonymes, voir Reggie.
Albums de Redman
Red Gone Wild
(2007) Mudface
(2015)
Singles
1. Def Jammable
Sortie : 26 octobre 2010
2. Rockin' Wit Da Best
Sortie : 25 janvier 2011

Reggie est le septième album studio de Redman, sorti le 7 décembre 2010 .
L'album s'est classé 10e au Top Rap Albums, 22e au Top R&B/Hip-Hop Albums et 118e au Billboard 200.
Plusieurs morceaux, ne figurant pas sur l'album, ont été publiés à titre promotionnel sur Internet uniquement : Coc Back (31 octobre 2009), Oh My (25 janvier 2010), Mind on My Money (24 février 2010) et Lookin' Fly (27 mars 2010).

## Liste des titres
| No  | Titre                                                                                       | Contient un (des) sample(s) de | Durée |
| --- | ------------------------------------------------------------------------------------------- | ------------------------------ | ----- |
| 1.  | Reggie (Produit par The Futuristiks et Team Ready)                                          | Swahililand d'Ahmad Jamal      | 1:40  |
| 2.  | That's Where I B (featuring DJ Kool – Produit par Efrain « F.A.M.E » Rodriguez et Ty Fyffe) |                                | 3:03  |
| 3.  | Def Jammable (Produit par DJ Khalil)                                                        |                                | 3:04  |
| 4.  | Full Nelson (featuring Ready Roc, Runt Dawget Saukrates – Produit par Tone Mason)           |                                | 3:43  |
| 5.  | Lift It Up (Produit par J. Rob)                                                             |                                | 2:16  |
| 6.  | All I Do (featuring Faith Evans – Produit par Freak!!)                                      |                                | 3:58  |
| 7.  | Lemme Get 2 (featuring Saukrates – Produit par Rich Kidd)                                   |                                | 4:00  |
| 8.  | Mic, Lights, Camera, Action (featuring Rockwilder)                                          |                                | 3:35  |
| 9.  | Cheerz (featuring Ready Roc et Melanie Rutherford – Produit par M-Phazes)                   |                                | 4:22  |
| 10. | Rockin' Wit Da Best (featuring Kool Moe Dee – Produit par ThreeSixty)                       |                                | 2:59  |
| 11. | Lite 1 Witcha Boi (featuring Method Man et Bun B – Produit par The Audibles et Mr. Pyro)    |                                | 3:53  |
| 12. | When the Lites Go Off (featuring Pooh Bear – Produit par King David)                        |                                | 4:48  |
| 13. | Tiger Style Crane (Produit par The Fyre DEPT.)                                              |                                | 2:40  |